# Lauritz Christian Hagen
Lauritz Christian Hagen (født 29. maj 1808 på Merløsegaard på Sjælland, død 1. juni 1880 i Kerteminde) var en dansk
præst.

## Liv og gerning
Hagen blev student fra Borgerdydskolen i 1826, cand. theol. i 1833 og var derefter ansat som lærer ved det von Westenske Institut i København. I 1836 foretog han en studierejse til Lübeck. I 1837 blev han adjunkt i Sorø, i 1840 blev han præst i Mjolden i Vestslesvig, fra 1850 i Stepping-Frørup i Haderslev Østeramt. Fra 1853 var han medlem af bestyrelsen for Rødding Højskole. Efter hertugdømmernes afståelse til Preussen i 1864 nægtede han at aflægge ed til Vilhelm 1. af Tyskland, og han blev af denne grund afskediget i 1867. Han kom derefter tilbage til Kongeriget, og 1868—76 var han ansat som præst ved en valgmenighed i Kerteminde.

## Udgivelser
Han udgav Historiske Salmer og Rim i 1832, hvilken udkom i flere oplag, og fra 1834 H.A. Brorsons Troens rare Klenodie.